# Чєрнорєчинський хімічний завод
Чєрнорєчинський хімічний завод (ЧХЗ) — колишній потужний виробничий майданчик хімічного спрямування в Дзержинську (Нижньогородська область Росії).

## Початок діяльності
Завод започаткували в 1915 році в межах зусиль, спрямованих на збільшення виробництва вибухівки, для чого була потрібна нітратна кислота. Технологія передбачала спалювання піритів (поставки яких організували з Уралу) задля продукування сульфатної кислоти, якою далі обробляли селітру з отриманням нітратної кислоти. На момент запуску в 1916 році це ще було мале виробництво, яке дозволяло продукувати лише 20 тонн сульфатної та 9 тонн нітратної кислоти на добу.
Наявність сульфатної кислоти дозволила в 1920-му організувати випуск суперфосфату, який отримували обробкою фосфоровмісної сировини — низькоякісних фосфоритів Єгор'євського (Московська область) та Саратовського рудників, а також кісткового матеріалу. Річна потужність цього напрямку повинна була складати 10 тисяч тонн на рік.
Надалі та сама сульфатна кислота дала можливість продукувати сульфат міді та сульфат натрію.

## Розвиток нових напрямів
Наприкінці 1920-х років узялись за розвиток одразу чотирьох нових напрямків:
- у 1927-му ввели в дію виробництво аміаку, базовою сировиною для якого був антрацит. Невдовзі на основі аміаку почали продукувати такі похідні продукти, як нітратна кислота, сульфат амонію (результат реакції аміаку та сульфатної кислоти), аміачна селітра (отримують з аміаку та нітратної кислоти), а в 1936-му випустили експериментальну партію карбаміду (до 1953-го Чєрнорєченський завод був єдиним виробником цього продукту в СРСР);
- фосфорний напрям розвивали за рахунок запуску в 1926 та 1928 роках цехів жовтого фосфору (результат плавки фосфоритів) та червоного фосфору (отримують переплавкою жовтого фосфору). Також в якийсь момент почали виробництво термічної фосфорної кислоти (продукують на основі спалювання жовтого фосфору), а в 1935-му запустили цех тринатрійфосфату (результат реакції фосфорної кислоти та кальцинованої соди). Первісно могли продукувати 4 тисячі тонн тринатрійфосфату на рік, а за три десятиліття по тому цей показник зріс у кілька раз. Також станом на середину 1960-х могли випускати кілька тисяч тонн динатрійфосфату;
- у 1929-му запустили виробництво карбіду кальцію, який отримують плавкою вапна та вугілля або коксу в електропечах. Необхідний для продукування вапна вапняк хімічної якості отримували з Тульської області. Не пізніше середини 1930-х стартував випуск цианаміду кальцію, що відбувається переплавкою карбіду кальцію. З кінця 1930-х карбід кальцію могли постачати запущеному побіч заводу хімічної зброї (завод № 96), який потребував карбід для продукування ацетилену, що далі використовувався у виготовленні люїзиту;
- у 1930-му запустили хлорне виробництво, супутніми продуктами якого виступають каустична сода та водень (варто відзначити, що останній є одним з компонентів для продукування аміаку).
У 1938 році започаткували ще один рудотермічний напрямок — продукування корунду.
У 1941-му організували перше виробництво ціансолей, а в 1962-му запустили цех цианіду натрію потужністю 10 тисяч тонн на рік. Сировиною була синильна кислота, постачена з розташованого у тому ж Дзержинську заводу органічного скла.

## Виробництво хімічної зброї та ізоцианатів
Є відомості, що вже у 1931 році на Чєрнорєчинському майданчику почали виробляти фосген, який отримують реакцією хлору з монооксидом вуглецю (останній є одним з компонентів синтез-газу, який отримують з коксу чи природного газу в процесі виробництва аміаку).
З 1942 по 1945 роки ЧХЗ виробив 6,3 тисячі тонн фосгену, а станом на 1948-й майданчик міг випускати 5 тисяч тонн фосгену та 850 тонн діфосгену на рік.
Фосген є не лише хімічною зброєю, але й сировиною для отримання ізоціанатів, які своєю чергою є мономерами поліуретанів. Перший цех ізоціанатів став до ладу в 1971-му, а з 1978-го розпочали і випуск поліуретану.
У 1980-х роках узялись за будівництво нового комплексу фосгену та ізоцианатів, проте він так і не був добудований.

## Завершальний етап історії майданчика
Як вказує джерело від 1965 року, найближчим часом очікувалось переведення виробництва аміаку на природний газ (може надходити до регіону по трубопроводах Саратов – Нижній Новгород, Казань – Нижній Новгород, Нижня Тура – Перм – Нижній Новгород). Також на газ переводили печі для випалу вапна, які до того споживали кокс.
У 1970-х роках запустили новий цех виробництва карбаміду потужністю 35 тисяч тонн на рік.
З 1979-го Чєрнорєчинський хімічний завод був перейменований на завод «Корунд».
Станом на 1990 рік майданчик випускав аміак, карбамід, сульфат амонію, сірчистий ангідрид, тринатрійфосфат, динатрійфосфат, карбід кальцію, фосген, ізоціанати, пенополіуретан, корунди.
У 1990-х роках на тлі краху планової економіки завод потрапив у кризу, закрилось більшість виробництв. Наразі найбільшим підприємством, що діє на майданчику колишнього хімічного гіганту, є запущений в 2012-му завод цианіду натрію.